# Kazba
Kazba (/ˈkæzbɑː/,  arabsko قَـصَـبَـة, latinizirano: qaṣaba, dob. 'trdnjava', arabska izgovorjava [qasˤaba], magrebska arabščina [qasˤba]), črkovana tudi qasba, q asaba ali casbah je trdnjava, najpogosteje citadela ali utrjena četrt mesta. Je tudi enakovreden izrazu alcazaba v španščini (špansko: [alkaˈθaβa]), ki izhaja iz iste arabske besede. Razširjeno se lahko izraz nanaša tudi na medinsko četrt, zlasti v Alžiriji. V različnih jezikih se lahko arabska beseda ali lokalne besede, izposojene iz arabske besede, nanašajo tudi na naselbino, utrdbo, stražni stolp ali blokovsko hišo.

## Citadela ali trdnjava
Izraz qasaba je bil zgodovinsko prilagodljiv, vendar v bistvu označuje trdnjavo, običajno citadelo, ki varuje mesto ali naselbinsko območje ali ki služi kot upravno središče.(str.228) V citadeli kazbi je bila običajno vojaška garnizija in druge privilegirane stavbe, kot je palača, skupaj z drugimi dobrinami, kot sta mošeja in hamam (kopališče). Nekatere kazbe so zgrajene na strateško dvignjenem položaju s pogledom na mesto, kot je kazba Oudayas v Rabatu v Maroku ali Alcazaba v Málagi v Španiji. Lahko bi bila tudi velika namensko zgrajena kraljeva četrt, zaščitena z lastnim sklopom obzidja, v katerem je bila vladarska palača in uprava države. Primeri tega vključujejo Kazbo v Marakešu in Kazbo v Tunisu, ki so ju ustanovili Almohadi, ki so zgradili ali preuredili podobne palače v številnih pomembnih mestih svojega imperija. V nekaterih primerih so lahko bile kazbe preproste utrjene ograde okoli mesta, v katerih so bile vojaške garnizije, ne da bi bile glavna citadela. V Fesu je bilo na primer v različnih obdobjih po mestu zgrajenih do 13 kazb, vključno s kazbo an-Nouar in kazbo Cherarda.
Po mnenju arhitekta in restavratorja Leopolda Torresa Balbása je Alcazaba v Málagi prototip vojaške arhitekture v obdobju Taifa v Al Andaluzu s svojim dvojnim obzidjem in številnimi utrdbami. Njegova edina vzporednica je grad Krak des Chevaliers v Siriji. Primeri drugih alcazab v Španiji so Alcazaba iz Almeríe, Alcazaba iz Antequere, Alcazaba iz Badajoza, Alcazaba iz Guadixa, Alcazaba iz Méride, grad Molina de Aragón, Alcazaba iz Alcalá la Real in Alcazaba iz Alhambra v Granadi.
V Maroku se izraz kasbah uporablja tudi v pretežno amaziških regijah za označevanje utrjenega prebivališča (tighremt v amaziških jezikih), ki je pogosto zgrajeno iz blatne opeke, kot je kazba Telouet ali kazba Amridil. V južni Tuniziji se izraz včasih uporablja za nekatere utrjene kašče (znane tudi kot ksour).

## Druge uporabe izraza

### Staro mesto
Beseda kazba se lahko uporablja tudi za opis starega dela mesta, v tem primeru ima enak pomen kot medinska četrt. V Alžiru se je ime qasaba prvotno nanašalo na zgornji del mesta, ki je vseboval citadelo in rezidenco vladarjev. Po francoski osvojitvi države leta 1830 je bil večji del zgodovinskega spodnjega mesta Alžir porušen in preoblikovan po evropskih vzorcih. Edini del starega mesta, ki je ostal relativno nedotaknjen, je bilo zgornje mesto, tako znano kot kazba v Alžiru. Kazba v Dellysu je še en primer izraza, ki se uporablja za staro mesto.

### Stražni stolpi na Arabskem polotoku
V provincah Al-Bahah in Asir v Saudovi Arabiji in Jemnu se lahko beseda qasaba nanaša na en sam kamnit stolp, bodisi kot del stolpnice ali stolpa, ki je izoliran na vrhu hriba ali obvladuje polje. Članek Encyclopædie Britannica o Asirju (jugozahodna provinca Saudove Arabije) omenja, da so »starodavne qasabe ("stolpe"), najdene v provinci, uporabljali kot razgledne točke ali kašče«. Druga knjiga opisuje te stolpe takole: »Očitno edinstveni za arhitekturo Asirja so stolpi qasaba. Polemike obkrožajo njihovo funkcijo – nekateri trdijo, da so bili zgrajeni kot razgledne točke, drugi pa, da so bili hrami ali celo kašče. Morda gre za kombinacijo, čeprav pravilnega položaja stražnega stolpa, na hribu vrh, je napačen kraj za hrambo ali kaščo.« Arheologi so našli slike podobnih stolpov v ruševinah Qaryat al-Fāw v Rub' al Khali v Saudovi Arabiji, ki izvirajo iz obdobja med 3. stoletjem pr. n. št. do 4. stoletja našega štetja. »Hiše so se dvigovale v dveh nadstropjih, podpirale so jih kamnite stene, debele skoraj dva metra in se ponašale s takšnimi dobrinami, kot so sistemi za oskrbo z vodo in stranišča v drugem nadstropju. Ena privlačna freska rahlo prikazuje večnadstropno stolpnico s figurami v okna: njegova zasnova je podobna podobnim bivališčem danes v Jemnu in južni Saudovi Arabiji.»
»Večina kazb ima krožni tloris, čeprav so nekatere kvadratne. Včasih imajo pas kremenčevih kamnov tik pod okni ali okvirje oken – en dobro ohranjen primer je na vrhu Vadi Aina. Ostanki stolpa Martello -podobna kamnita struktura je tik ob makadamski poti severno od Al-Masnaha. Zdi se, da je zanimiva predhodnica kmečke hiše Asir in je morda tesno povezana s qasabo. Zdaj je v ruševinah, vendar je bila nekoč bivališče in je močno obrambna«. Eno poročilo pravi o tradicionalni vasi v Al-Bahahu v Saudovi Arabiji: »Tudi cesta, ki vodi do vasi, je impresivna, poleg nje pa je posejanih več zgodovinskih stolpov iz kamna in skrilavca. Provinca Al-Bahah je znana kot območje 1001 stolpa, ki je bil nekoč zgrajen za zaščito vasi, cest in nasadov pred tekmovalnimi plemeni. Danes so ti stolpi zapuščeni in mnogi od njih so delno ali v celoti v ruševinah.«